# Daimler Dingo
Der Daimler Scout Car, auch Daimler Dingo genannt, war ein oben offener, leicht gepanzerter, zweisitziger britischer Spähwagen mit Allradantrieb, der im Zweiten Weltkrieg eingesetzt wurde. Hersteller war die britische Daimler Motor Company.

## Entwicklung

### Hintergrund
Das britische War Office erstellte 1938 eine Ausschreibung für ein leichtes Aufklärungsfahrzeug. Drei britische Hersteller wurden vom Mechanisation Board explizit angesprochen sich an diesem Projekt zu beteiligen, Alvis, BSA Motorcycles und Morris. Alvis hatte seinerzeit eine Kooperation mit Nicholas Straussler und lieferte Panzerwagen an die Royal Air Force, Morris hatte bereits an einer Ausschreibung für einen Panzerwagen (Armoured Car) teilgenommen und BSA Cycles, als Tochterfirma des im Rüstungsgeschäfts aktiven Unternehmen Birmingham Small Arms, verfügte über eine kleine Fertigung mit Vorderrad-angetriebenen Fahrzeugen.

### Erprobungen
Im August 1938 wurden als erstes die Fahrzeuge von zwei Herstellern übergeben. Letztlich hatten dann alle drei Fahrzeuge eine ähnliche Konzeption mit hinten liegendem Motor und Allrad-Antrieb. Als erstes Fahrzeug wurde der Entwurf von Morris aus der Testserie genommen, da das Fahrzeug auch nach Nachbesserungen durch die Ingenieure von Morris keine ausreichende Geschwindigkeit erreichte. Die Prototypen aus dem Haus Alvis erreichten bis zu 80 km/h im Gelände. Das Fahrzeug wurde als "Dingo" bezeichnet, hatte aber einen zu hohen Schwerpunkt.
Etwas verspätet traf im September 1938 der Prototyp von BSA ein und auf die Teststrecken geschickt. Bis Dezember 1938 waren mit diesem 10.000 Meilen (16.000 km) unter unterschiedlichen Bedingungen, Straße und Gelände, gefahren worden. Die Zahl der technischen Mängel war überschaubar, aber das War Office forderte eine Anpassung des Entwurfs mit einem gepanzerten Dach. Letztlich erhielt der BSA Entwurf einen leistungsstärkeren Motor und ein verstärktes Fahrwerk. Da das Fahrzeug auch noch kostengünstiger zu fertigen war, galt der BSA als dem Alvis-Entwurf überlegen und wurde im Mai 1939 als "Car, Scout, Mark I" bestellt.

### Weitere Entwicklung
Das War Office erkannte das weiterführende Potential dieser leichten Allrad-Spähwagen und stieg weiter in die Entwicklung moderner Armoured Cars (Panzerwagen) in dieser Konzeption ein. In der Betrachtung dieser Epoche handelte es sich bei den folgenden Projekten um "Light Tank (Wheeled)", also einen möglichen Ersatz für leichte Panzer. Ergebnis war unter anderem der Daimler Armoured Car.

### Namensfindung
Namensgeber ist die Gattung eines australischen Wildhundes. Alvis hatte diesen Namen für das eigene verhältnismäßig schnelle Fahrzeuge gewählt. Nachdem Ende 1939 das später offiziell als Daimler Scout Car bezeichnete Fahrzeug im Projekt hinzugekommen war, wurde der Name nach Beginn der Fertigung als allgemeiner Name Daimler Dingo übernommen. Was möglicherweise auch die Unterscheidung hin zum Daimler Armoured Car erleichterte.
Innerhalb des Commonwealth wurden im Verlauf des Zweiten Weltkriegs diverse Fahrzeuge in lokalen Ausführungen nach britischen Plänen mit örtlichen Modifikationen produziert. In Australien wurde ab 1942 ein Fahrzeug konzipiert, dass als Dingo (Scout Car) bezeichnet wurde, aber nichts mit dem Daimler Entwurf gemeinsam hatte, außer dass es sich um ein leicht gepanzertes Aufklärungsfahrzeug handelte.
In der Tradition der Namensgebung wurde 2001 der Name erneut für ein leichtes gepanzertes Fahrzeug verwendet als der deutsche Hersteller Krauss-Maffei Wegmann ein Fahrzeug als ATF Dingo einführte.

## Produktion
Die erste Bestellung im Mai 1939 umfasste die Fertigung von 172 Fahrzeugen. Innerhalb des BSA Konzerns wurde das Werk von Daimler Motor Company mit der Produktion beauftragt.
Zwischen 1939 und 1945 wurde vom Daimler Dingo in fünf jeweils verbesserten Varianten eine Gesamtstückzahl von 6626 gefertigt.

## Varianten
Im Verlauf der Produktion wurden Änderungen vorgenommen, die zu neuen Ausführungsbezeichnungen führten:
- Mk I – Ursprungsausführung
- Mk Ia – Umstellung auf ein klappbares, gepanzertes Dach
- Mk Ib – Änderung am Ventilator des Kühlers
- Mk II – Wegfall der Allradsteuerung
- Mk III  – Endausführung ohne gepanzertes Dach, mit watfähigem Motor und einem Gewicht von 3,15 Tonnen.

## Einsatz

### Zweiter Weltkrieg

#### Frankreich 1940
Die ersten Daimler Dingo kamen 1940 mit dem British Expeditionary Force bei der 1st Armoured Division und den 4th Northumberland Fusiliers im Rahmen der Kämpfe in Nordfrankreich zum Einsatz.

#### Weiterer Kriegsverlauf
Das Fahrzeug erwies sich für alle Kriegsschauplätze als gut geeignet und blieb deshalb bei den britischen Streitkräften bis deutlich über das Kriegsende hinaus im Einsatz. Erst mit der Einführung des Daimler Ferret im Jahr 1952 wurde das Fahrzeug in der britischen Armee ersetzt.

### Andere Nationen
In verschiedenen Staaten wurde er bis etwa 1975 in den Truppen gehalten.

## Panzerspähwagen Mk I 202 (e)
Der leichte Spähwagen Daimler Dingo erhielt als Fremdgerätebezeichnung in der Übersicht der Wehrmacht die Bezeichnung „Panzerspähwagen Mk I 202 (e)“. Zwischen 1940 und 1945 kamen etwa 200 erbeutete Daimler Dingo unter der  bei deutschen Einheiten zum Einsatz.
Die ersten erbeuteten Daimler Dingos wurden vom Heereswaffenamt eingehend untersucht, so waren 1941 vier dieser Spähwagen bei der Heeresversuchsanstalt Kummersdorf vorhanden.

## Ford Lynx
Die großen Produktionskapazitäten in Kanada wurden für einen lokalen Typen des Daimler Dingo genutzt. Ab 1943 kam der von Ford Canada im Werk in Windsor, Ontario produzierte "Car, Scout, Ford Mk I" zum Einsatz der die Bezeichnung Lynx erhielt.
Der Aufbau des Dingo wurde auf ein regulär verfügbares 4x4-Allrad-Fahrwerk montiert und erhielt einen in Kanada gefertigten Antriebsstrang. Hierbei war der Motor leistungsfähiger als beim Dingo, doch Getriebe und Radaufhängung waren weniger belastbar. 
Gefertigt wurde das Fahrzeug bis 1945 mit 3255 Stück in den Ausführungen: 
- Lynx Mk I
- Lynx Mk II - verstärktes Fahrgestell, kein Dach, mehr Vorratsbehälter und geänderter Kühlergrill

## Lancia autoblinda Lince
Ab 1942 produzierte der Hersteller Lancia einen Nachbau des Dingo für die italienische Armee. Der Nachbau trug den Namen Lince (zu dt. Luchs). Es wurden rund 260 Fahrzeuge gebaut, die von der italienischen Sozialrepublik genutzt wurden.

## Galerie

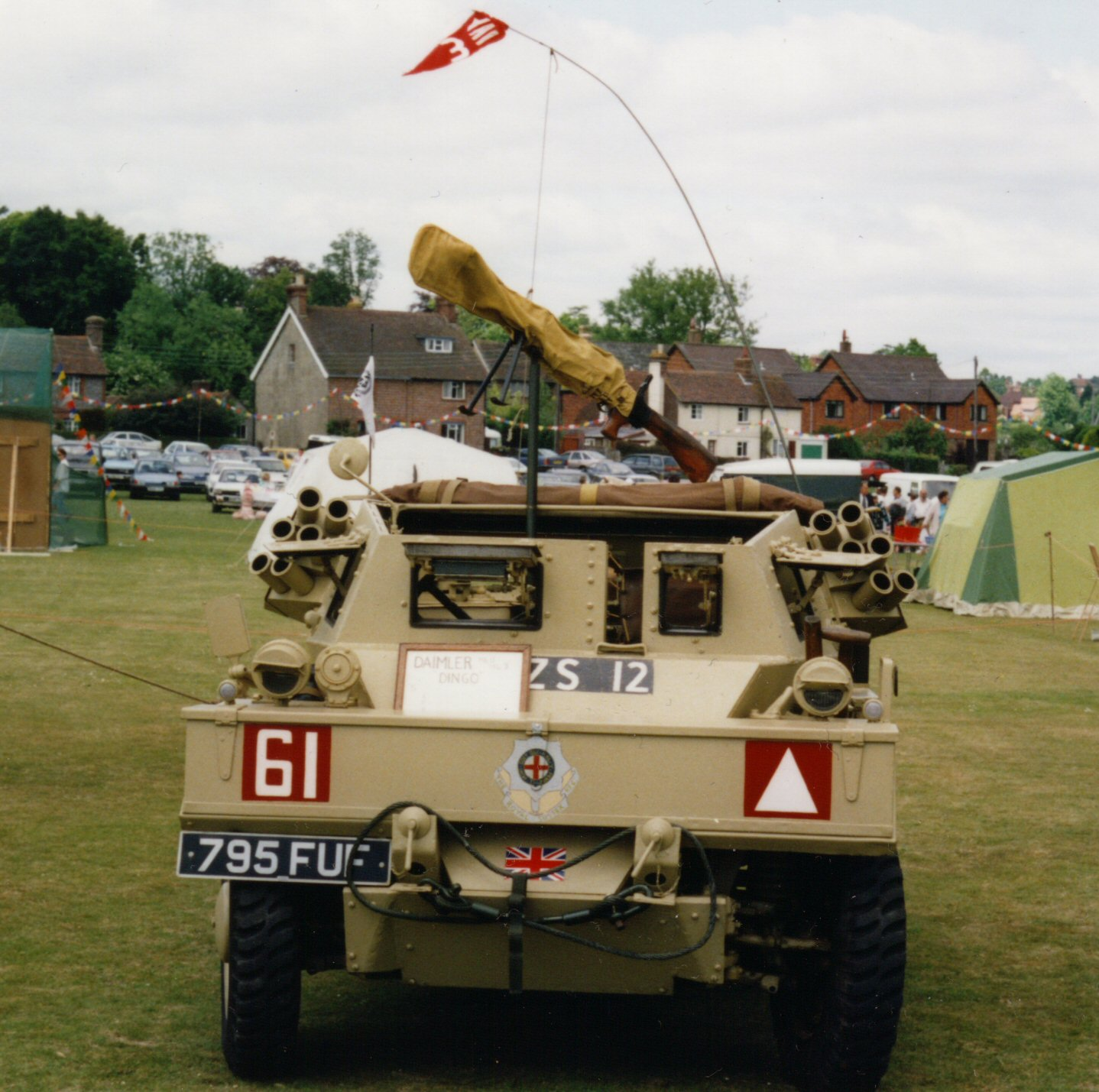
Daimler Dingo bei einer Geschicklichkeitsfahrt.
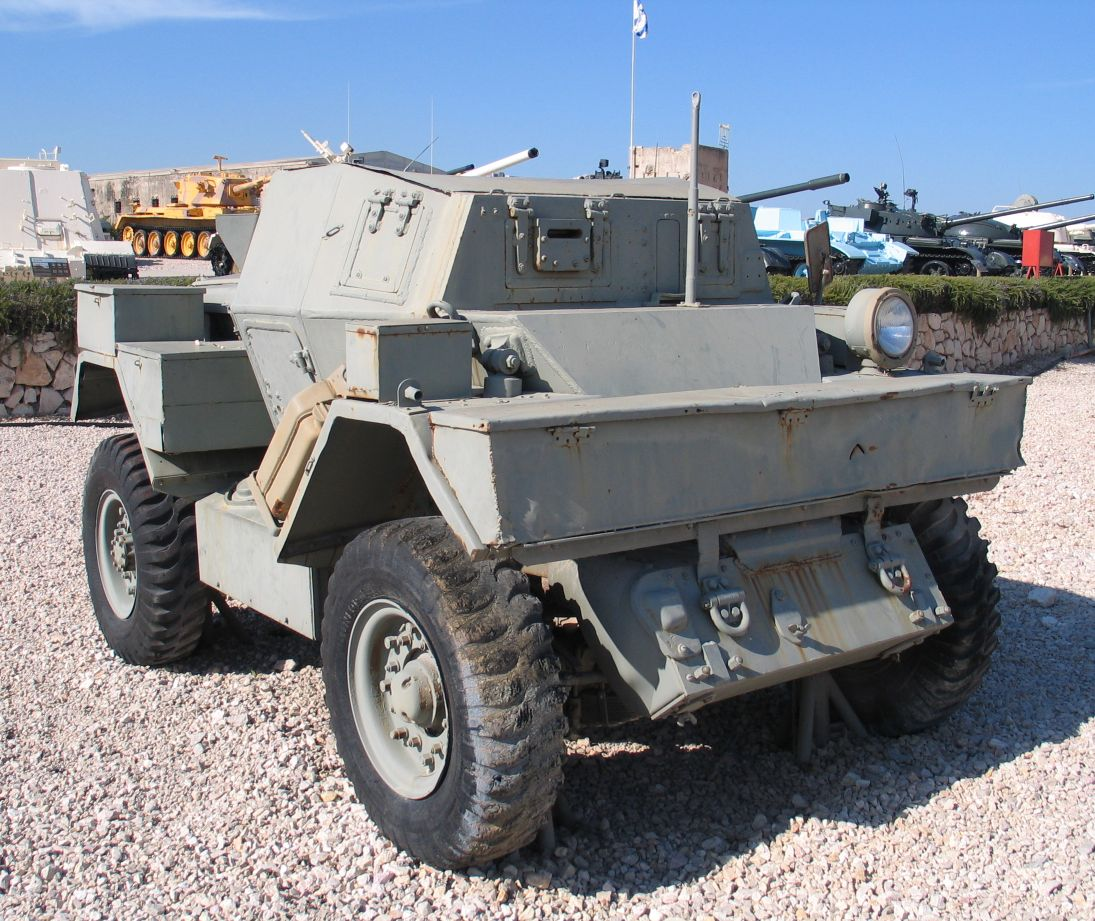
Dingo-Variante Ford Lynx Mk I im Yad La-Shiryon Museum, Israel
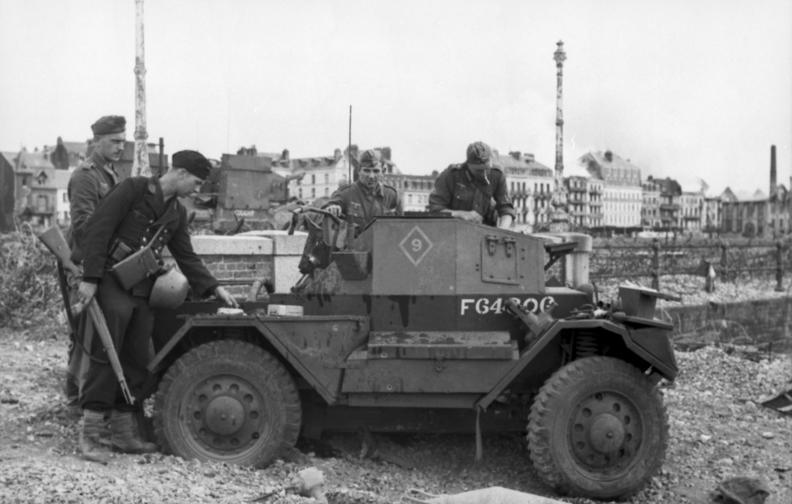
Dingo in Dieppe erbeutet bei der Operation Jubilee
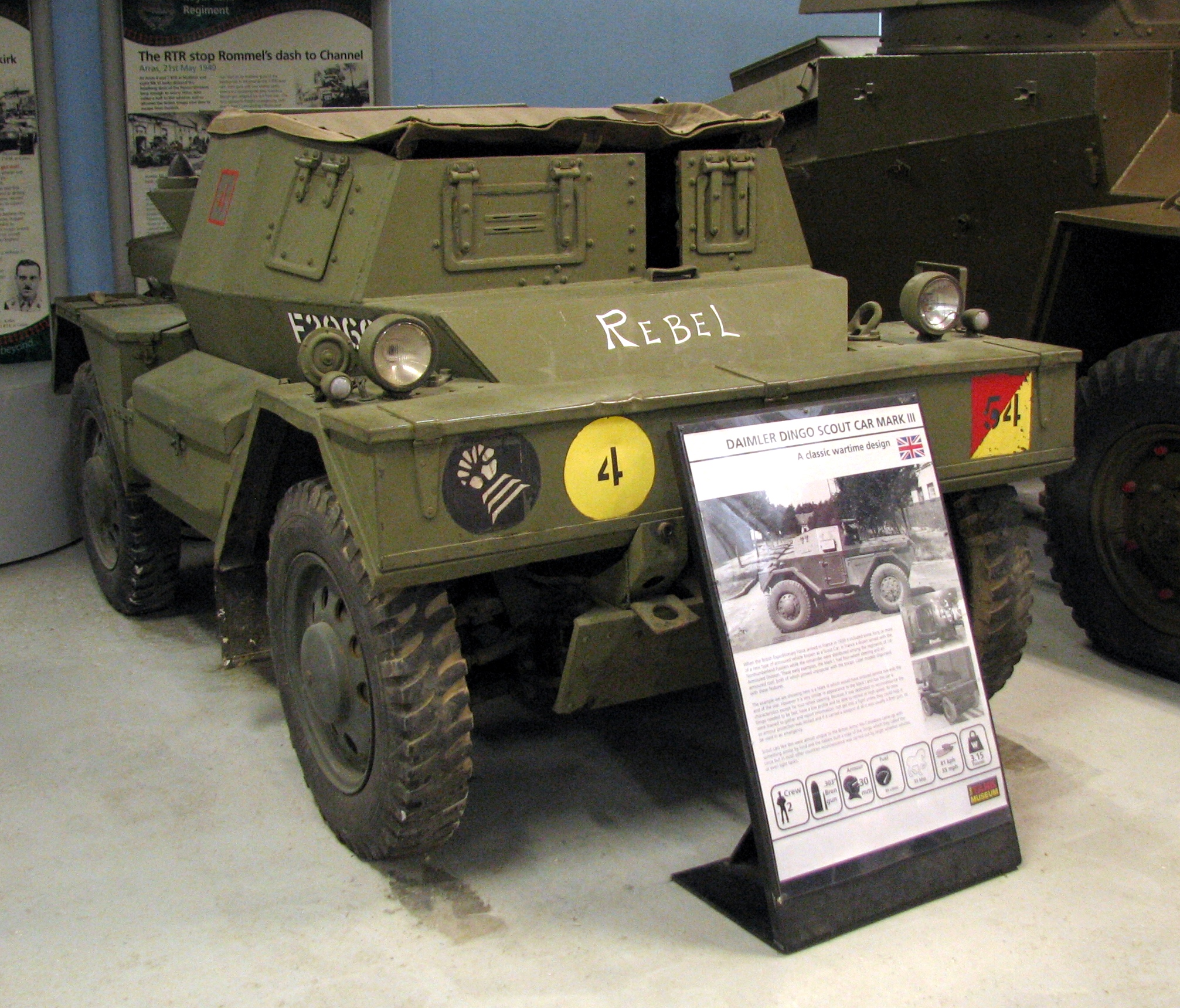
Dingo im Panzermuseum Bovington